# Byep
Byep (auch Maka, Makya, Meka, Mekae, Mekay, Mekey, Mekye, Mika und Moka) ist eine Bantusprache und wird von circa 9500 Menschen in Kamerun gesprochen (Zensus 1988). 
Sie wird vom Volk der Makaa in den Départements Haut-Nyong und Lom-et-Djérem in der Region Est verwendet. 

## Klassifikation
Byep ist eine Nordwest-Bantusprache und gehört zur Makaa-Njem-Gruppe, die als Guthrie-Zone A80 klassifiziert wird. 
Sie hat den Dialekt Besep (auch Besha und Bindafum).